# Iso-Jälä
Iso-Jälä eller Suuri Jäläjärvi är en sjö i Finland. Den ligger i kommunen Siilinjärvi i landskapet Norra Savolax, i den centrala delen av landet, 300 km norr om huvudstaden Helsingfors. Iso-Jälä ligger 81,8 meter över havet. Den är 47,56 meter djup. Arean är 7,29 kvadratkilometer och strandlinjen är 19,97 kilometer lång. Sjön  ingår i Vuoksens huvudavrinningsområde. 